# 〆切様におゆるしを
『〆切様におゆるしを』（しめきりさまにおゆるしを）は、上田キクによる日本の漫画作品。『月刊ドラゴンエイジ』（富士見書房）にて連載されていた。2011年11月10日ドラマCDが発売。

## 登場人物
四木 サトル（しき サトル）
主人公。24歳。新人漫画家。月刊誌で漫画を連載中。巨乳好き。テレビアニメ『フリキュア』の同人誌を描いていて、気が付いたら漫画家デビューしていた。
ウスハ
四木サトル付きの〆切神。バストのサイズはAAカップで、貧乳であることを気にしている。絵は下手。
仲嶋（なかじま）
サトルの担当編集者。眼鏡をかけた妙齢の女性。
白川 液三（しらかわ えきぞう）
ウスハが召喚したホワイトの精霊。気を練ることによって、体内から神の宿る修正液を精製する。外見は裸にネクタイを着用した中年の男性。

## 用語
〆切神（しめきりがみ）
寿命を支払ってもらうことで、漫画家が〆切を守る手伝いをする。働いて得た寿命によって体も成長していく。

## 単行本
- 上田キク 『〆切様におゆるしを』 富士見書房〈ドラゴンコミックスエイジ〉、全3巻
  1. 2010年11月5日発売 ISBN 978-4-04-712695-4
  2. 2011年4月9日発売 ISBN 978-4-04-712717-3
  3. 2011年11月9日発売 ISBN 978-4-04-712757-9

## ドラマCD
2011年11月10日、『ドラマCD 〆切様におゆるしを』がフロンティアワークスより発売された。
登場人物および配役は以下の通り。
- ウスハ - 堀江由衣
- 四木サトル - 間島淳司
- ホワイトの精霊・白川さん - 大林隆介
- 仲嶋亜矢子 - 井上喜久子
- ネームの精霊・イナバさん - 井上剛
- 丸ペンの精霊・ニッコーちゃん- 三上枝織
- 〆切神・ナキリ- 日笠陽子
- 煩悩・食欲 - ささきのぞみ
- 煩悩・睡眠 - 藤井ゆきよ
- 煩悩・怠惰 - 沼倉愛美